# Tweede Mithridatische Oorlog
De Tweede Mithridatische Oorlog was een van de drie oorlogen die werd uitgevochten tussen het koninkrijk Pontus en de Romeinse Republiek. Deze tweede oorlog werd uitgevochten tussen Mithridates VI van Pontus en Lucius Licinius Murena.
Lucius Licinius Murena was samen met twee legioenen achtergelaten in Klein-Azië na het vertrek van Sulla. Deze had met Mithridates VI na afloop van de Eerste Mithridatische Oorlog een verdrag gesloten dat hij als koning van Pontus aanbleef en de vooroorlogse grenzen in Klein-Azië respecteerde.
Murena viel Pontus binnen, omdat hij had opgevangen dat Mithridates zijn leger weer aan het bewapenen was voor een nieuw conflict. Na een paar schermutselingen werd Murena verslagen en moest hij op bevel van dictator Sulla de vrede tekenen.
In 73 v.Chr. werd de strijd hervat als de Derde Mithridatische Oorlog.

### Primaire bronnen
- Appianus Storia Romana

### Secundaire bronnen
- Van Ooteghem, J: Lucius Licinius Lucullus, (Brussels, 1959)
- Keaveney, Arthur: Lucullus. A Life. (London/New York: Routledge, 1992). ISBN 0-415-03219-9.